# Rondibilis shibatai
Rondibilis shibatai är en skalbaggsart som först beskrevs av Hayashi 1974.  Rondibilis shibatai ingår i släktet Rondibilis och familjen långhorningar.
Artens utbredningsområde är Taiwan. Inga underarter finns listade i Catalogue of Life.